# Triol
Un triol est un composé chimique de type polyol, possédant trois groupes hydroxyle (–OH), tel que le glycérol ou les benzènetriols.

## Exemple

Formule développée du glycérol (ou glycérine) de formule HOH_{2}C–CHOH–CH_{2}OH.

La glycérine est un triol.